# Konstantin Pluzhnikov
Konstantin Pluzhnikov (en russe : Константин Сергеевич Плужников ; né le 28 avril 1987 à Seversk) est un gymnaste russe, spécialiste des anneaux.

## Palmarès

### Jeux olympiques
- Pékin 2008
  - 6e au concours par équipes

### Championnats d'Europe
- Milan 2009
  - 6e aux anneaux

- Berlin 2011
  -  médaille d'or aux anneaux